# Annemasse
Annemasse [anəmasə] – miejscowość i gmina we Francji, w regionie Owernia-Rodan-Alpy, w departamencie Górna Sabaudia.

## Położenie
Leży w dolnym biegu rzeki Arve, w pobliżu ujścia do niej jej prawobrzeżnego dopływu Foron, który stanowi w tym miejscu granicę francusko-szwajcarską. Jest ważnym węzłem kolejowym (połączenia m.in. z Thonon-les-Bains, Annecy, Chamonix-Mont-Blanc i leżącą tuż za granicą Genewą) oraz drogowym (połączenia j. w.).

## Demografia
Według danych na rok 2018 gminę zamieszkiwało 36 648 osób, a gęstość zaludnienia wynosiła 7359 osób/km² (wśród 2880 gmin regionu Rodan-Alpy Annemasse plasuje się na 25. miejscu pod względem liczby ludności, natomiast pod względem powierzchni na miejscu 1516.).

## Gospodarka
W mieście rozwinął się przemysł elektrotechniczny oraz precyzyjny. Ośrodek turystyczny.

## Galeria

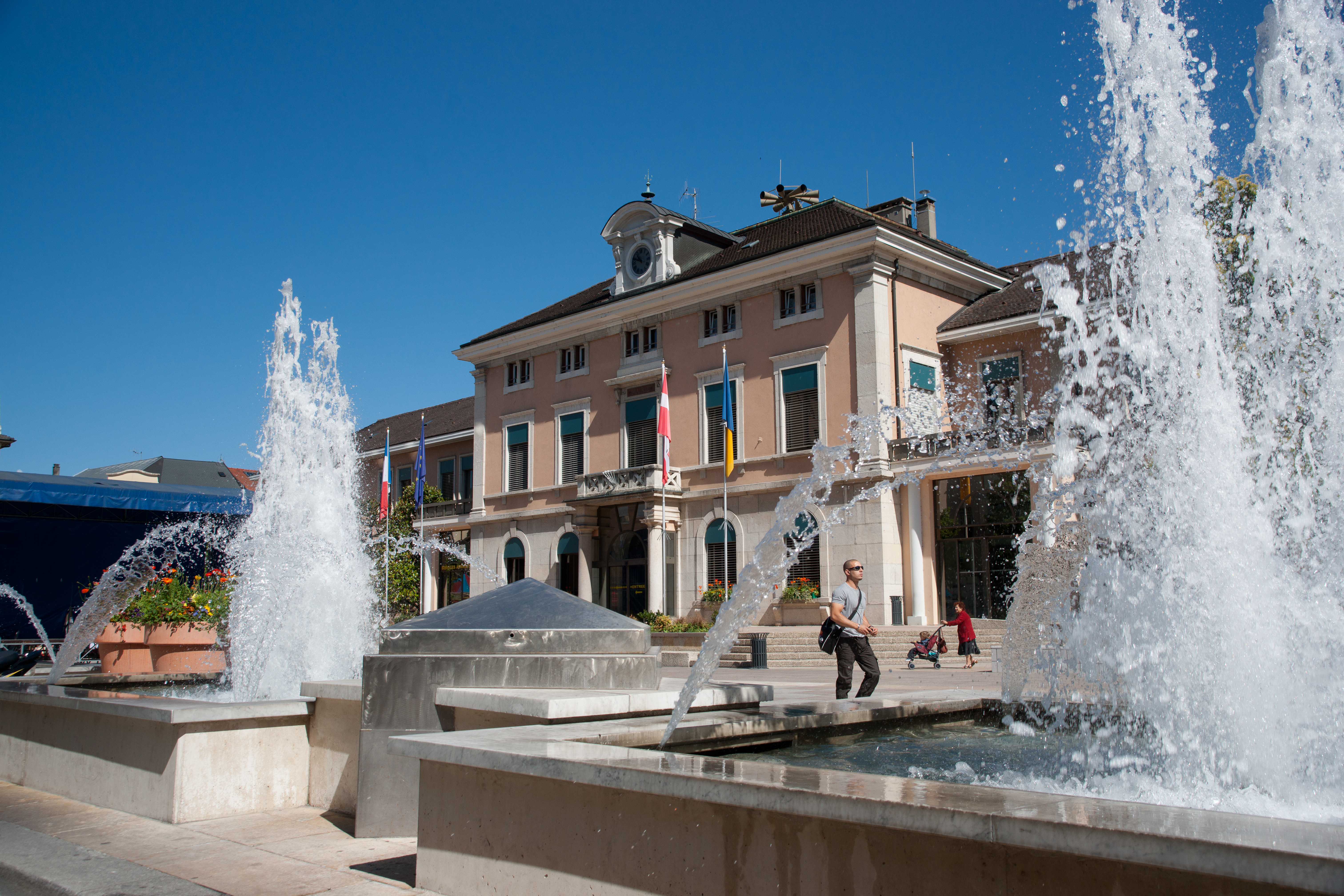
Ratusz, 2011
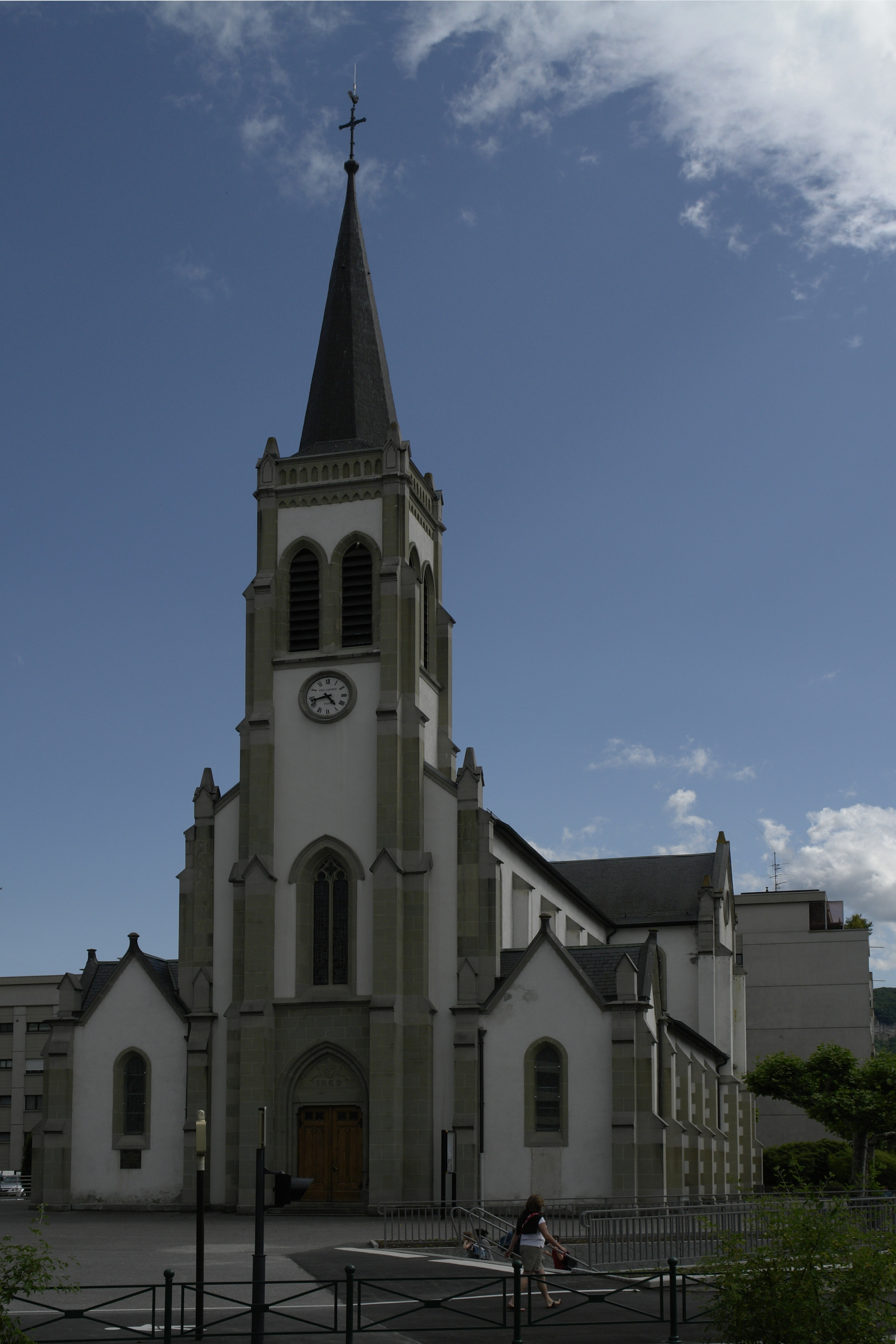
Kościół św. Andrzeja z 1860 roku, 2009
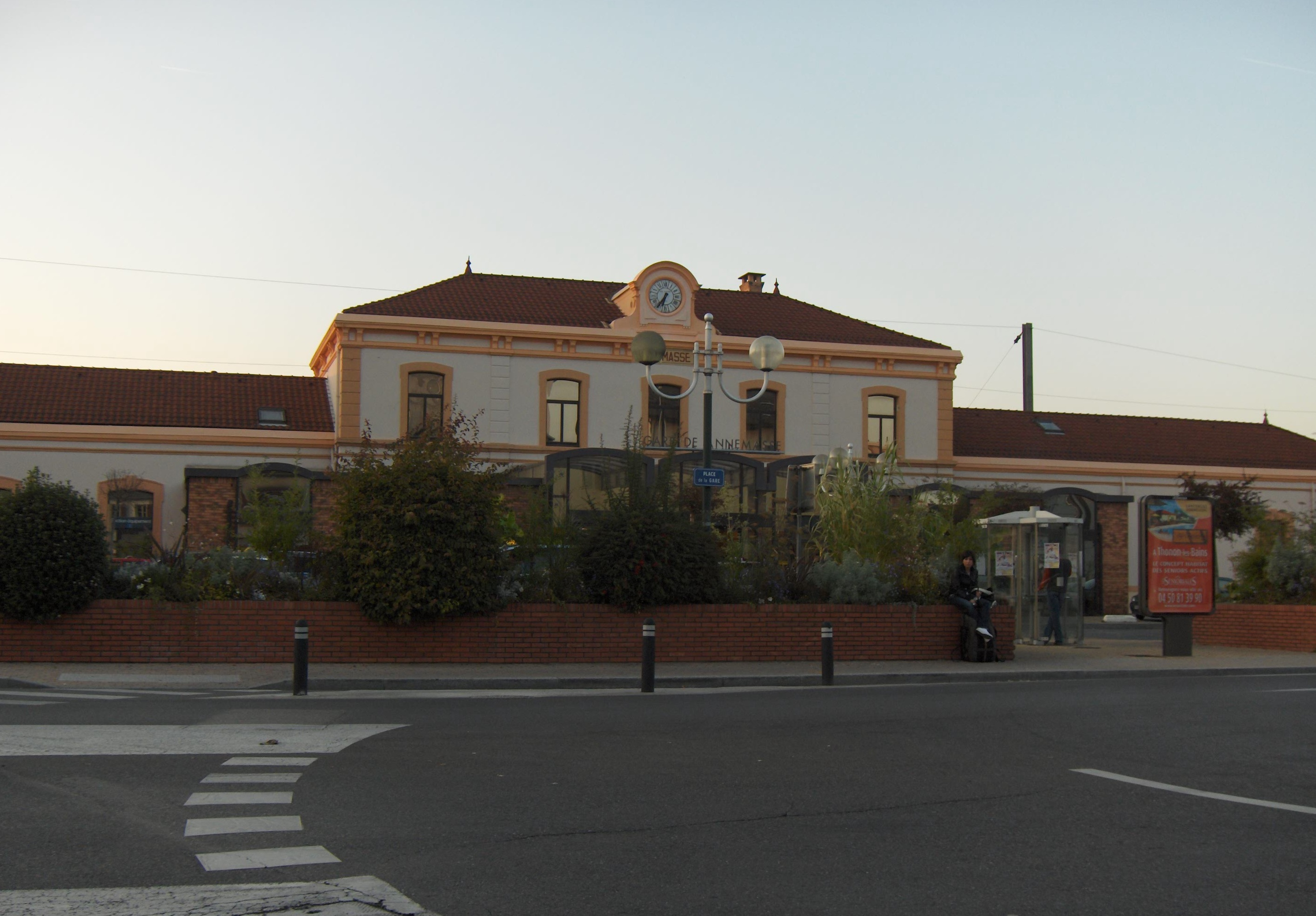
Dworzec kolejowy, 2008